# Market Street (Hongkong)
Die Market Street (chinesisch 街市街, Pinyin Jiēshì Jiē, Jyutping Gaai1si5 Gaai1) ist eine kurze Straße von etwa 63 m Länge in Yaumatei in Hongkong und gilt als historischen Ursprung der Nachtmärkte Hongkongs. Die Straße befindet sich am nördlichen Ende der Temple Street (廟街)  a) und wird von dieser in zwei Hälften geteilt. In westlicher Richtung führt die Market Street als Einbahnstraße zur Shanghai Street (上海街)  b), in östlicher Richtung führt sie als Fußgängerzone zur Nathan Road, eines der wichtigsten Hauptverkehraders Kowloons in nordsüdlicher Richtung des Stadtgebiets.
An der Market Street befindet sich ein bekannter Tin-Hau-Tempel mit einer angrenzenden öffentliche Freifläche (Platz), der meist von den lokalen Bewohner umgangssprachlich Yung Shue Tau (榕樹頭 – „An den Feigenbäumen“)  c) genannt wird. Der mit Feigenbäumen bewachsener Platz, welcher zwischen den beiden quer zum Nathan Road parallelverlaufenden Straßen Public Square Street, Market Street und die in nordsüdlicher Richtung verlaufendene Shanghai Street liegt, ist der historischen Ursprungsort des Temple Street Night Markets (廟街夜市)  d), welcher sich von dort in die umgebenden Straßen ausbreitet, neben andere bekannten Nachtmärkte Hongkongs, wie z. B. in Mongkok oder Sham Shui Po. Nach Sonnenuntergang wird die Market Street zu einem Nachtmarkt mit Imbissständen, Wahrsagern, verschiedenen billige Gebrauchtsartikeln. Des Weiteren befindet sich an der Market Street das Kowloon Government Offices (九龍政府合署)  e), das „Distriktbüro“ von Kowloon, ein Verwaltungsbau der Hongkonger Stadtregierung.

## Bilder

Nacht - Market Street Umgebung
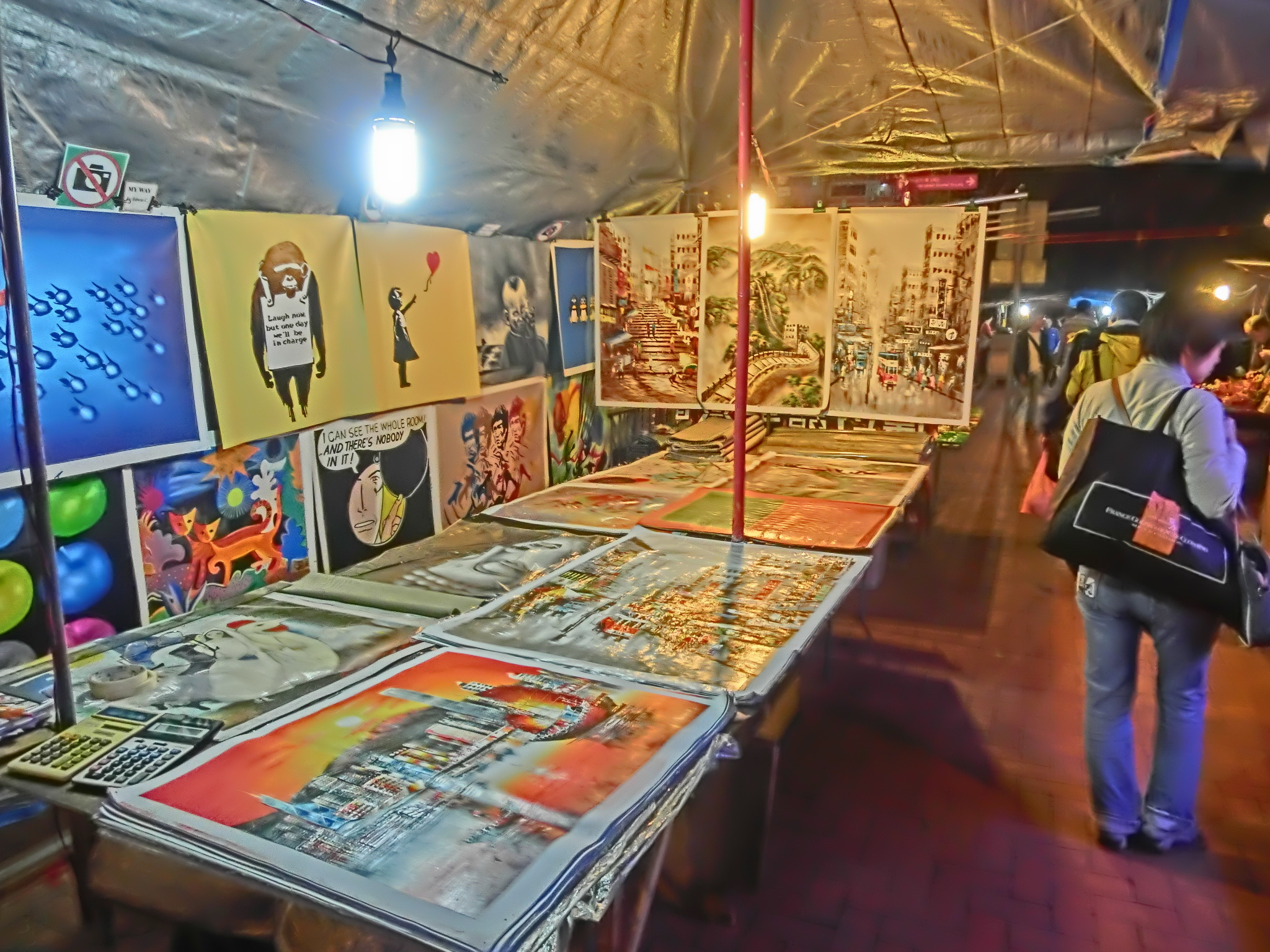
Hist. Ursprung – Public Square Street / Market Street, 2013
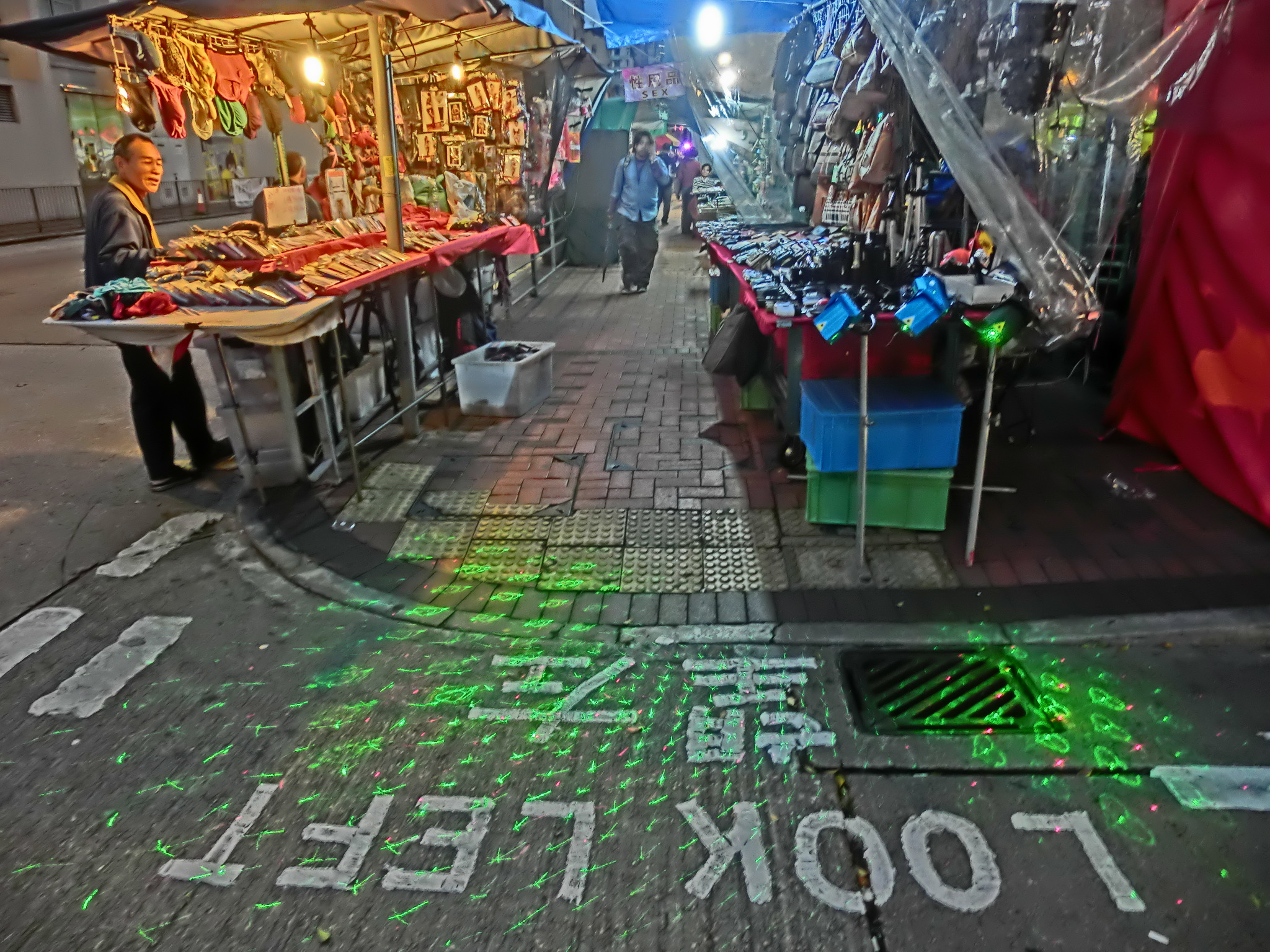
Nachtmarkt – Public Square Street / Shanghai Street, 2013
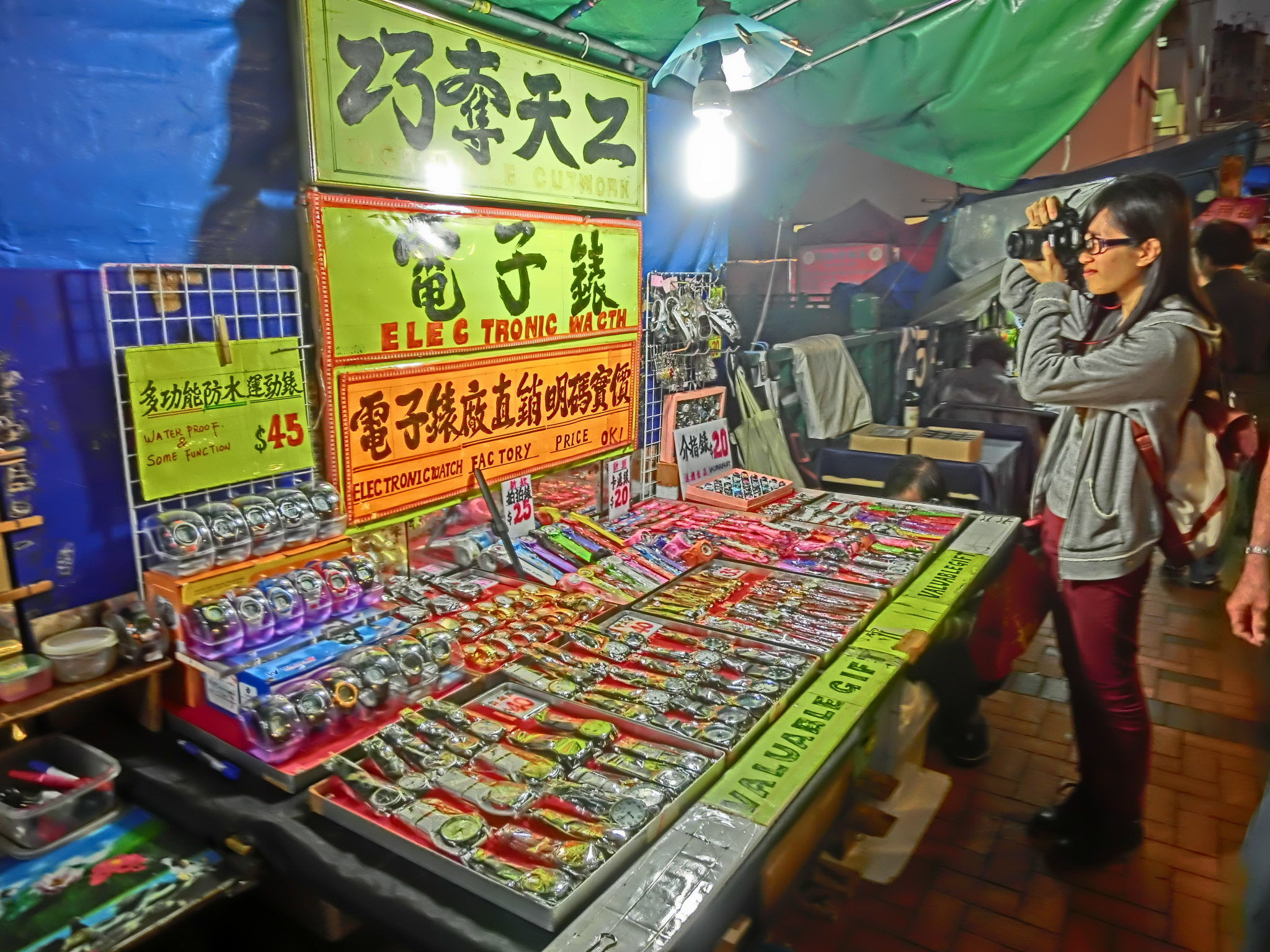
Nachtmarkt – Public Square Street / Shanghai Street, 2013

Tag - Market Street Umgebung
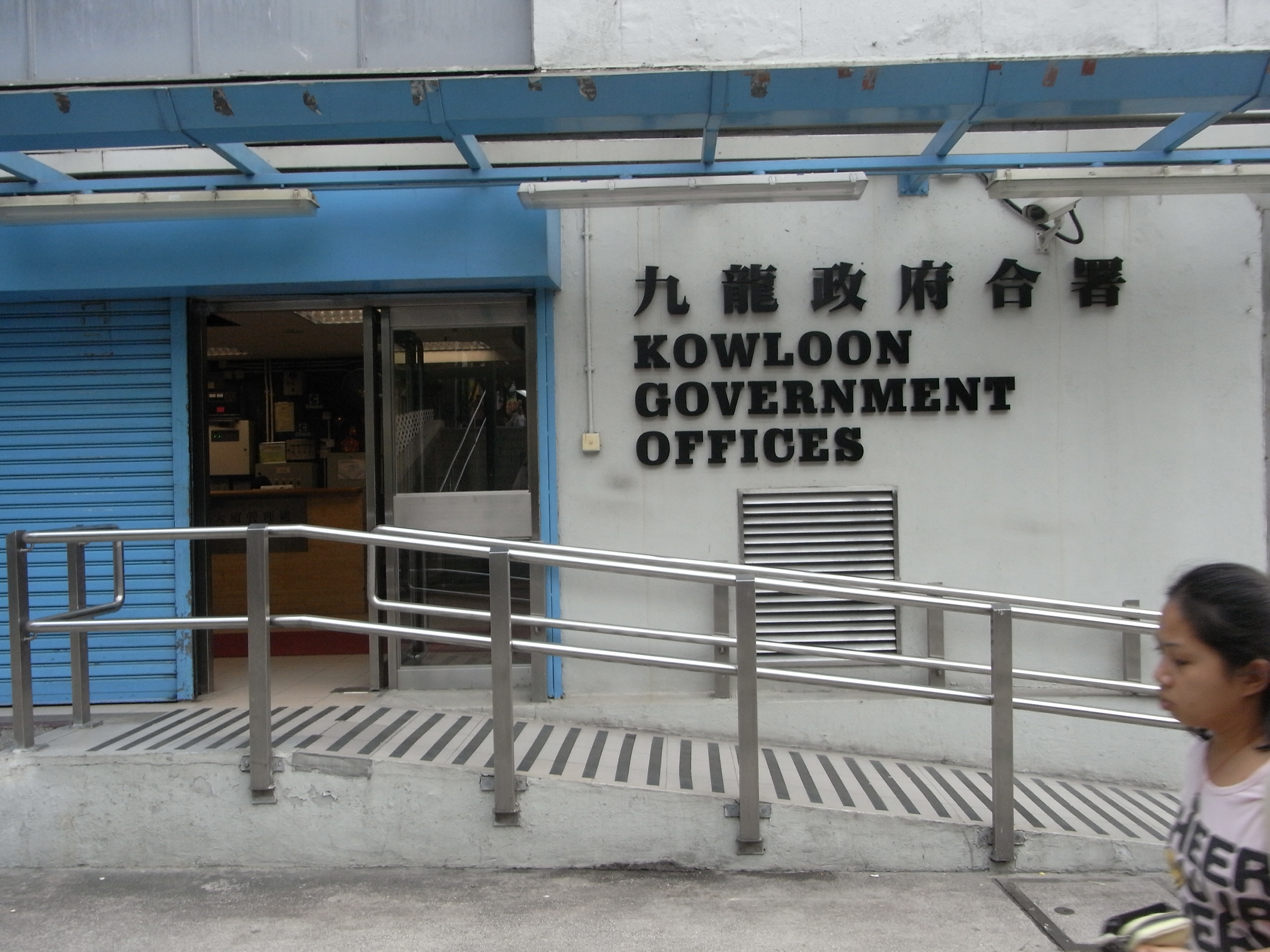
Kowloon Government Offices (Yaumatei) - Eingang Market Street
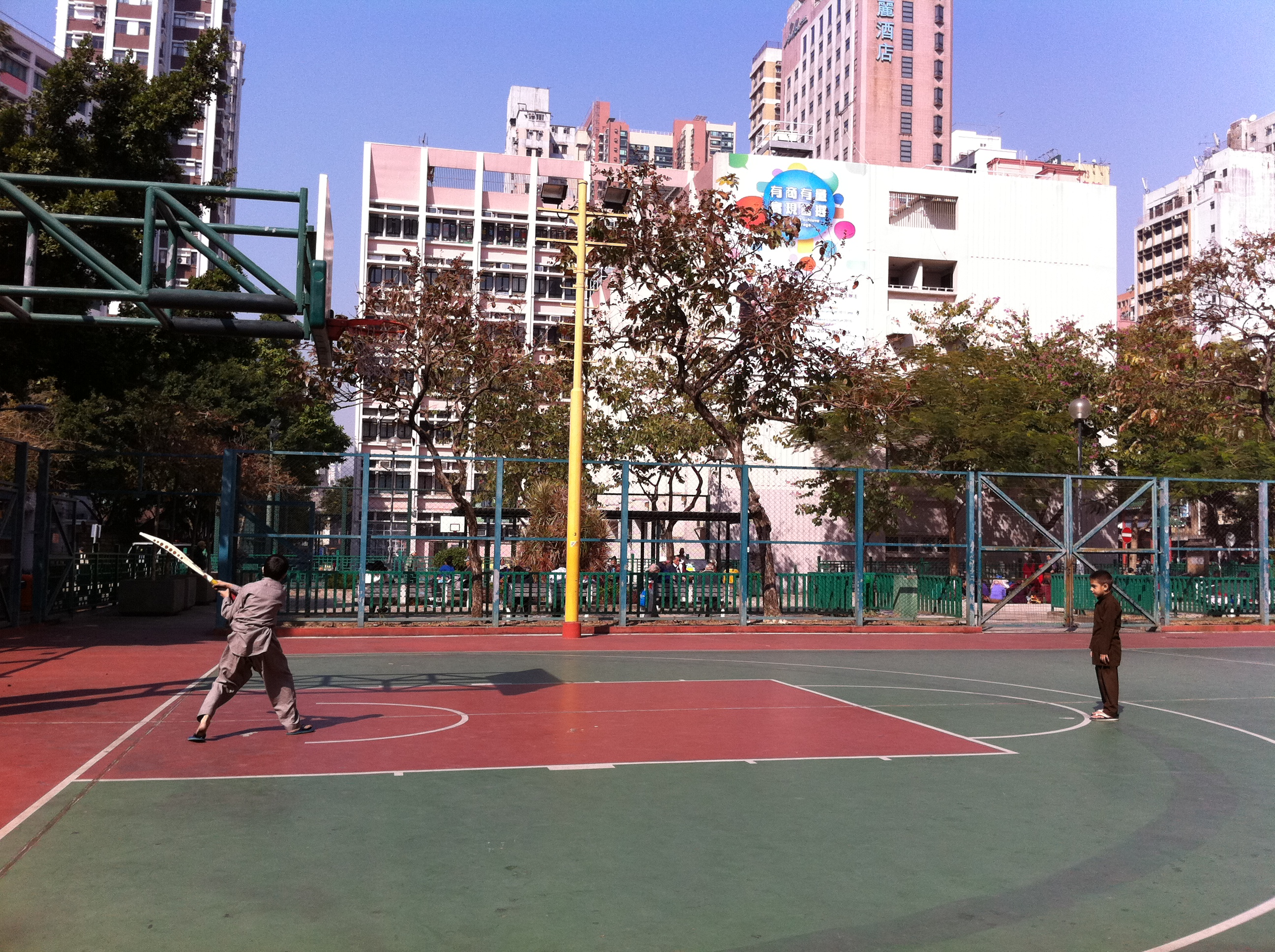
Sport- u. Erholung - Shanghai Street / Market Street
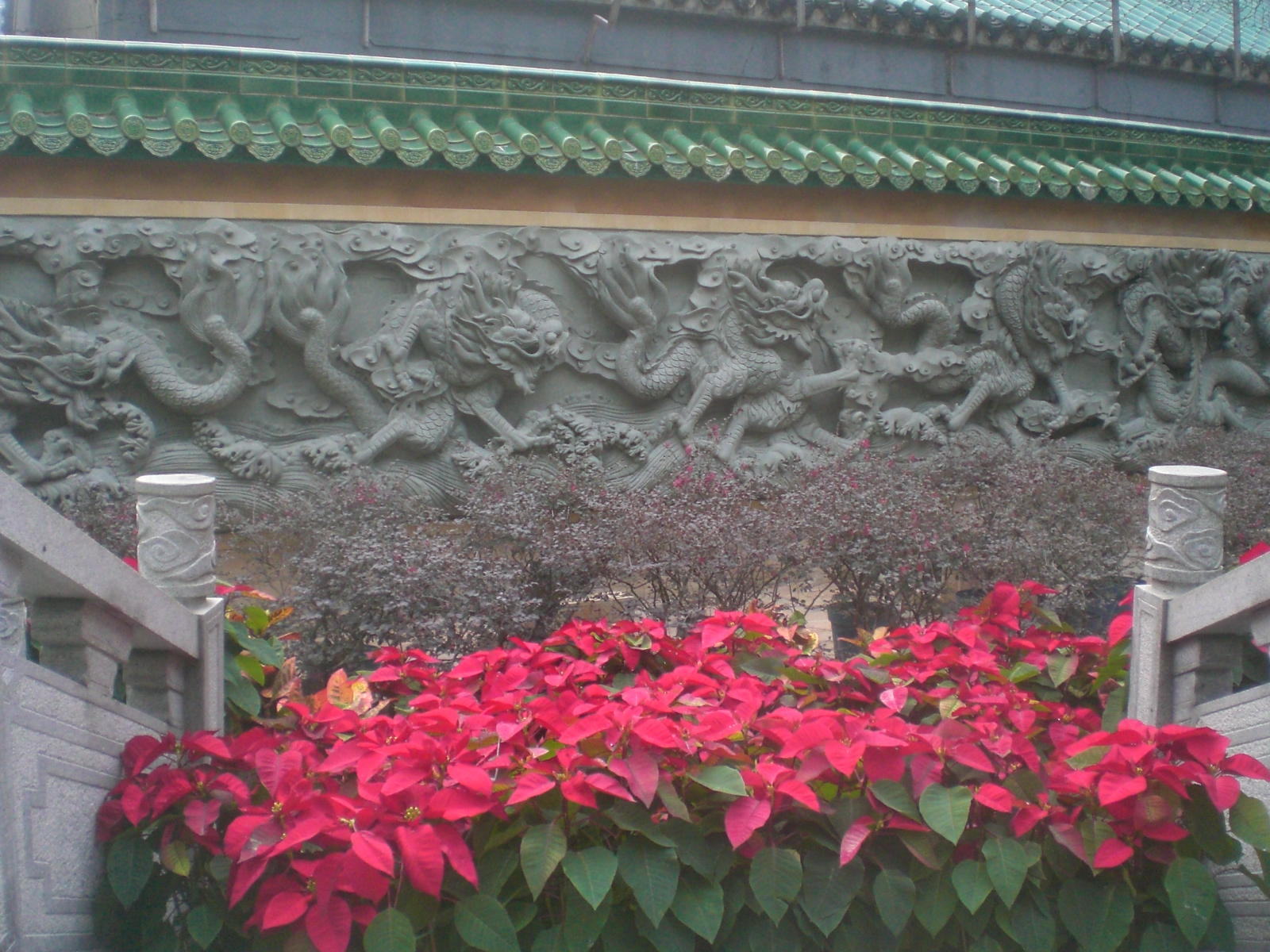
Neun-Drachen-Wand (Yaumatei)  - Public Square Street / Market Street

Grünanlage - Market Street Umgebung
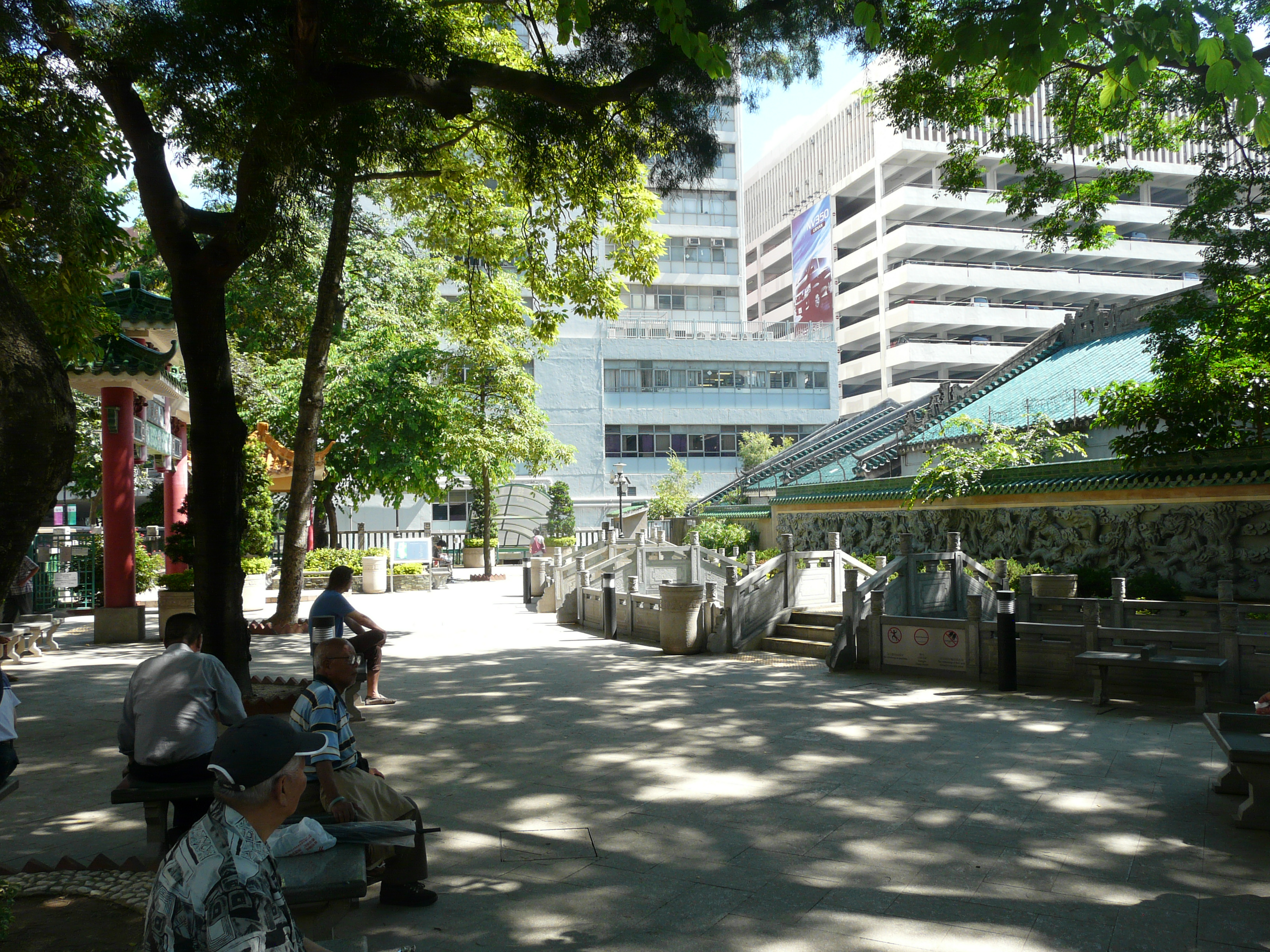
Erholungsinsel vor dem Neun-Drachen-Wand - Public Square Street / Market Street
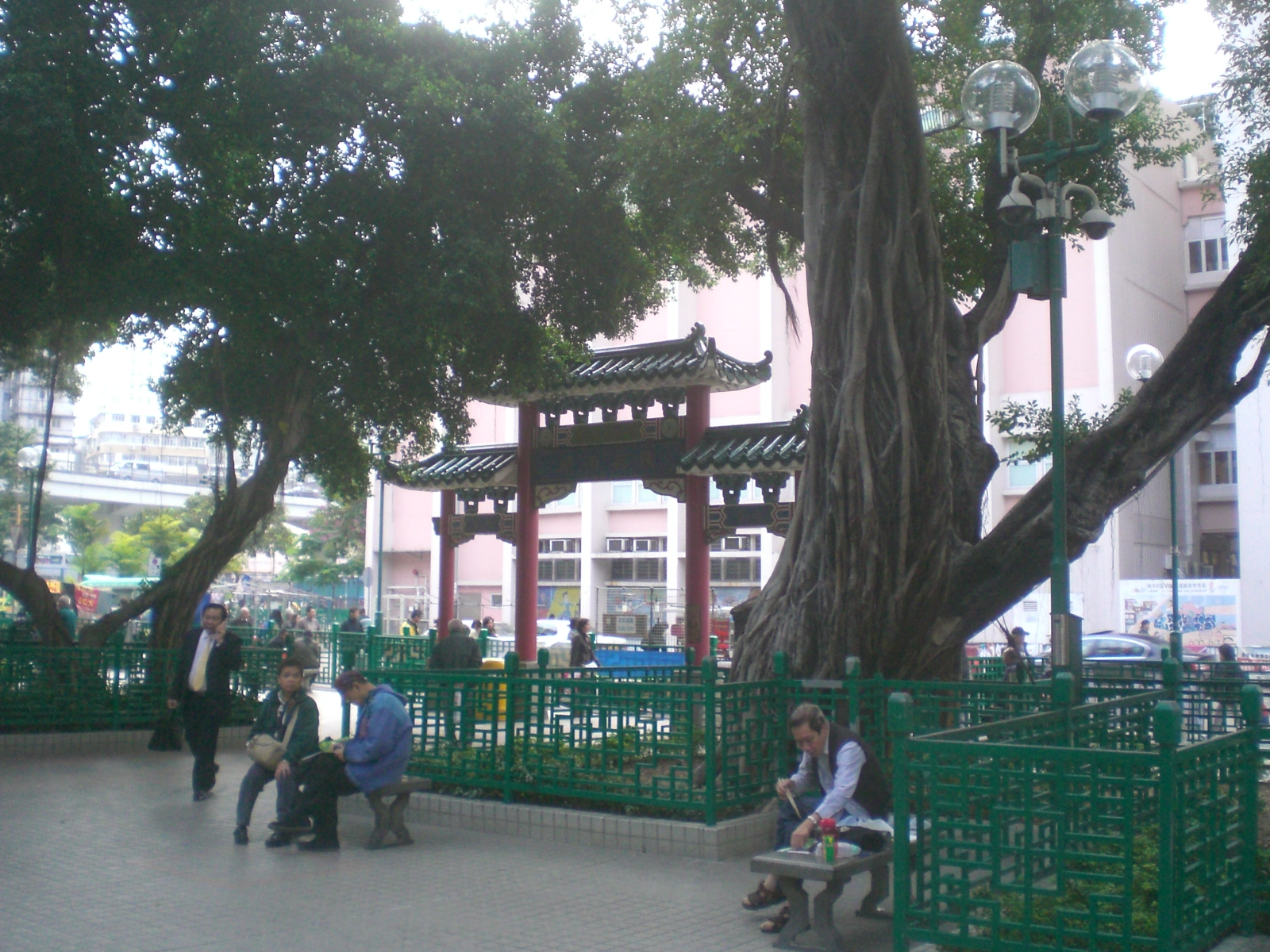
Sitzgelegenheit an der Grünanlage, Shanghai Street 2009
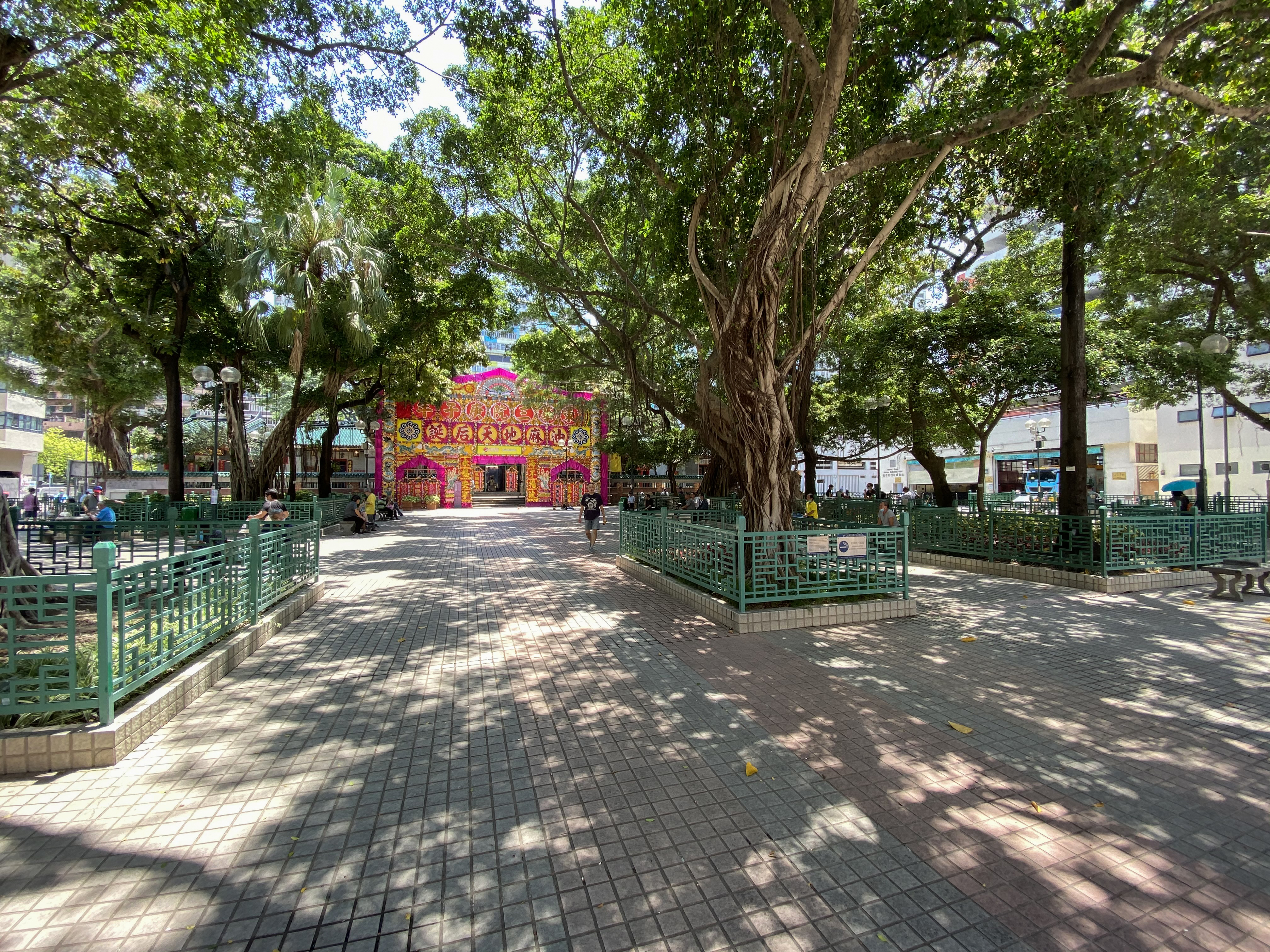
An den Feigenbäumen – 榕樹頭, Shanghai Street 2020

Anmerkungen
- a) Die Temple Street (chinesisch 廟街 / 庙街, Pinyin Miào Jiē, Jyutping Miu6 Gaai1).
- b) Die Shanghai Street (上海街,  Shànghǎi Jiē, Jyutping Soeng6hoi2 Gaai1).
- c) Am Yung Shue Tau (榕樹頭 / 榕树头,  Róngshùtóu, Jyutping Jung4syu6tau4 – „An den Feigenbäumen“).
- d) Der Temple Street Night Markets (廟街夜市 / 庙街夜市,  Miàojiē yèshì, Jyutping Miu6gaai1 Je6si5).[2]
- e) Das Kowloon Government Offices (九龍政府合署 / 九龙政府合署,  Jiǔlóng zhèngfǔ héshǔ, Jyutping Gau2lung4 zing3fu2 hap6cyu5).